# Амортизатор (альпинизм)

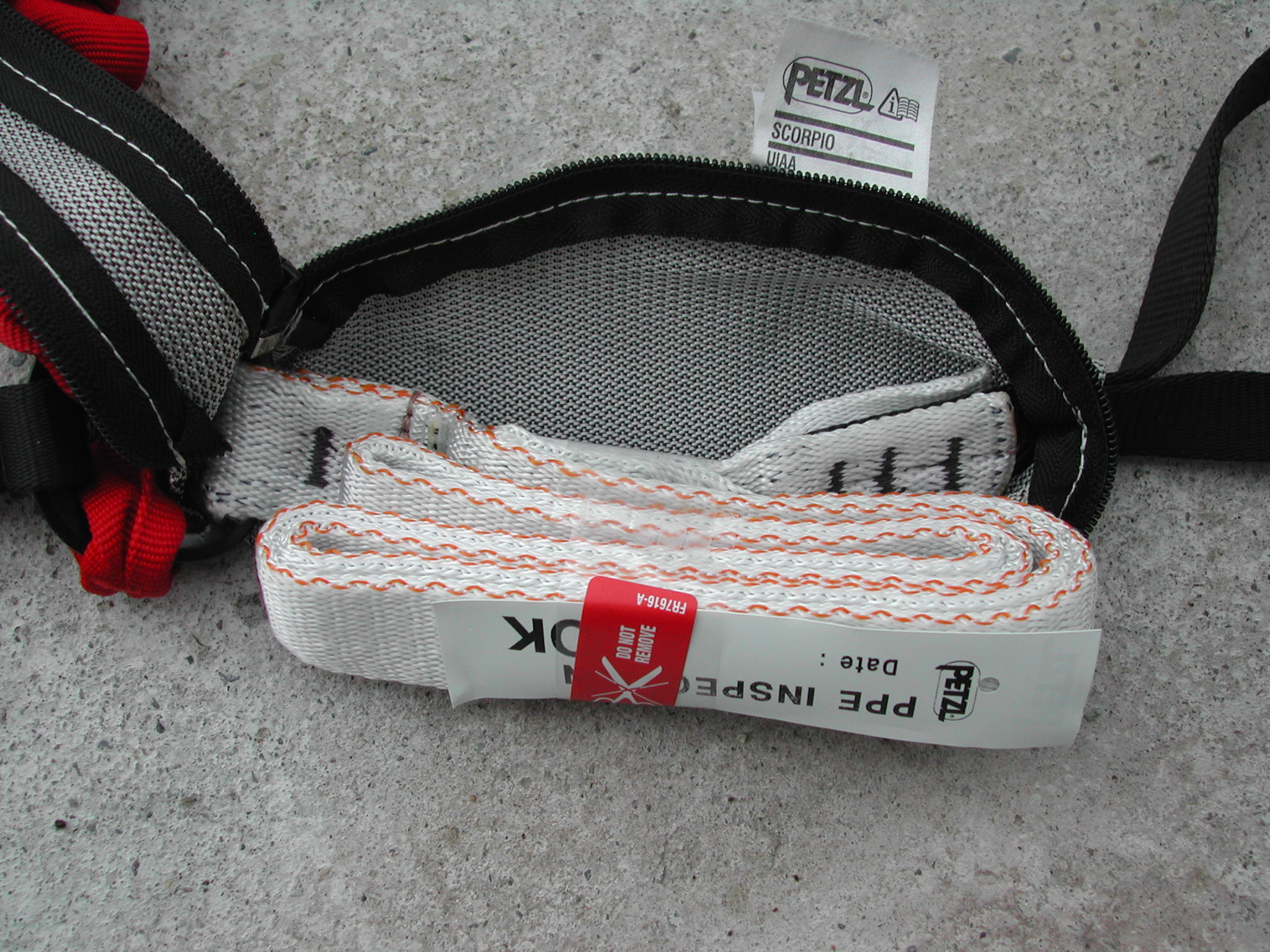
Амортизатор рывка, снижающий фактор рывка до безопасного для человека уровня. Снабжён открывающимся чехлом, позволяющим осуществлять контроль и предотвращающим загрязнение и намокание

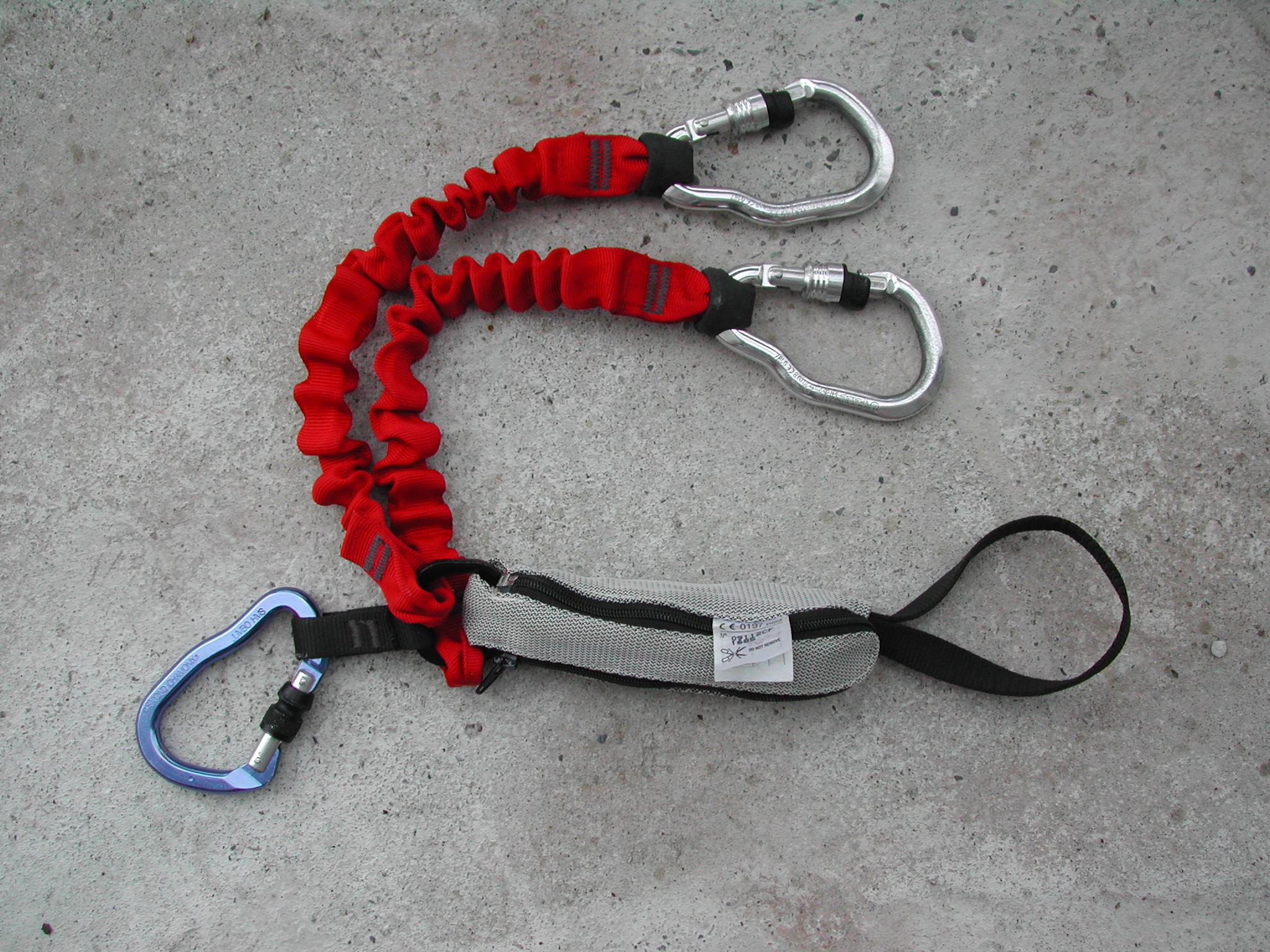
Изготовленные страховочные усы для виа феррата с амортизатором рывка

Амортиза́тор (амортиза́тор рывка́, через фр. amortir — «ослаблять; смягчать», от лат. amortisatio — «ослабление»; англ. energy absorber — «энергопоглотитель») — один из элементов самостраховки, наряду со стропой и карабинами. Амортизатор рывка устанавливают между страховочной системой и верёвкой. Амортизатор снижает фактор рывка до безопасного для человека значения. Амортизаторы бывают многоразовыми и одноразовыми. В результате падения человека, сшитая стропа амортизатора разрывается, снижая фактор рывка. Современные амортизаторы корректно работают при весе человека от 50 до 130 килограмм. Амортизатор рывка применяют в альпинизме, скалолазании, промальпе.

## Применение
В альпинизме
- При срыве и падении со скалы[7]
- В трещину ледника[8]
- На крутом ледовом склоне[9]

В скалолазании
- На маршрутах виа феррата

В промышленном альпинизме
- В работе промальпов — на вышках связи, турбинах ветрогенераторов и прочего